# عمر سيسنيروس
عمر سيسنيروس هو منافس ألعاب قوى كوبي، ولد في 19 نوفمبر 1989 في كاماغواي في كوبا.

## وصلات خارجية
- عمر سيسنيروس على موقع الاتحاد الدولي لألعاب القوى (الإنجليزية)
- عمر سيسنيروس على موقع الدوري الماسي (الإنجليزية)
- عمر سيسنيروس على موقع اللجنة الأولمبية الدولية (الإنجليزية)
- عمر سيسنيروس على موقع أوليمبيديا (الإنجليزية)